# Probal Dasgupta
Probal Dasgupta (ur. 19 września 1953 w Kalkucie) – indyjski esperantysta, językoznawca.

## Życiorys
Od 1983 członek Akademio de Esperanto, w latach 2001–2016 jej wiceprzewodniczący. Podczas Universala Kongreso 2007 w Jokohamie (Japonia) został wybrany na przewodniczącego Universala Esperanto-Asocio. W roku 2010 wybrany ponownie podczas Kongresu w Hawanie, pełnił tę funkcję do 2013 roku.
Od 2016 roku pełni funkcję przewodniczącego Akademio de Esperanto.